# Kreis Vlora
Der Kreis Vlora (albanisch Rrethi i Vlorës) war einer der 36 Verwaltungskreise Albaniens, die im Sommer 2015 nach einer Verwaltungsreform aufgehoben worden sind. Das Gebiet im Süden des Landes mit einer Fläche von 1609 Quadratkilometern gehört zum gleichnamigen Qark. Im Jahr 2011 hatte der 126.125 Einwohner und einer Bevölkerungsdichte von 78,4 Einwohner pro Quadratkilometer. Er wurde nach dem Hauptort Vlora benannt.

## Geographie

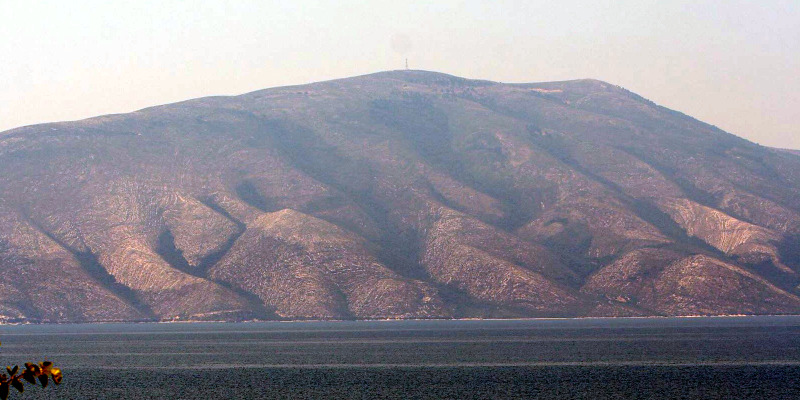
Halbinsel Karaburun

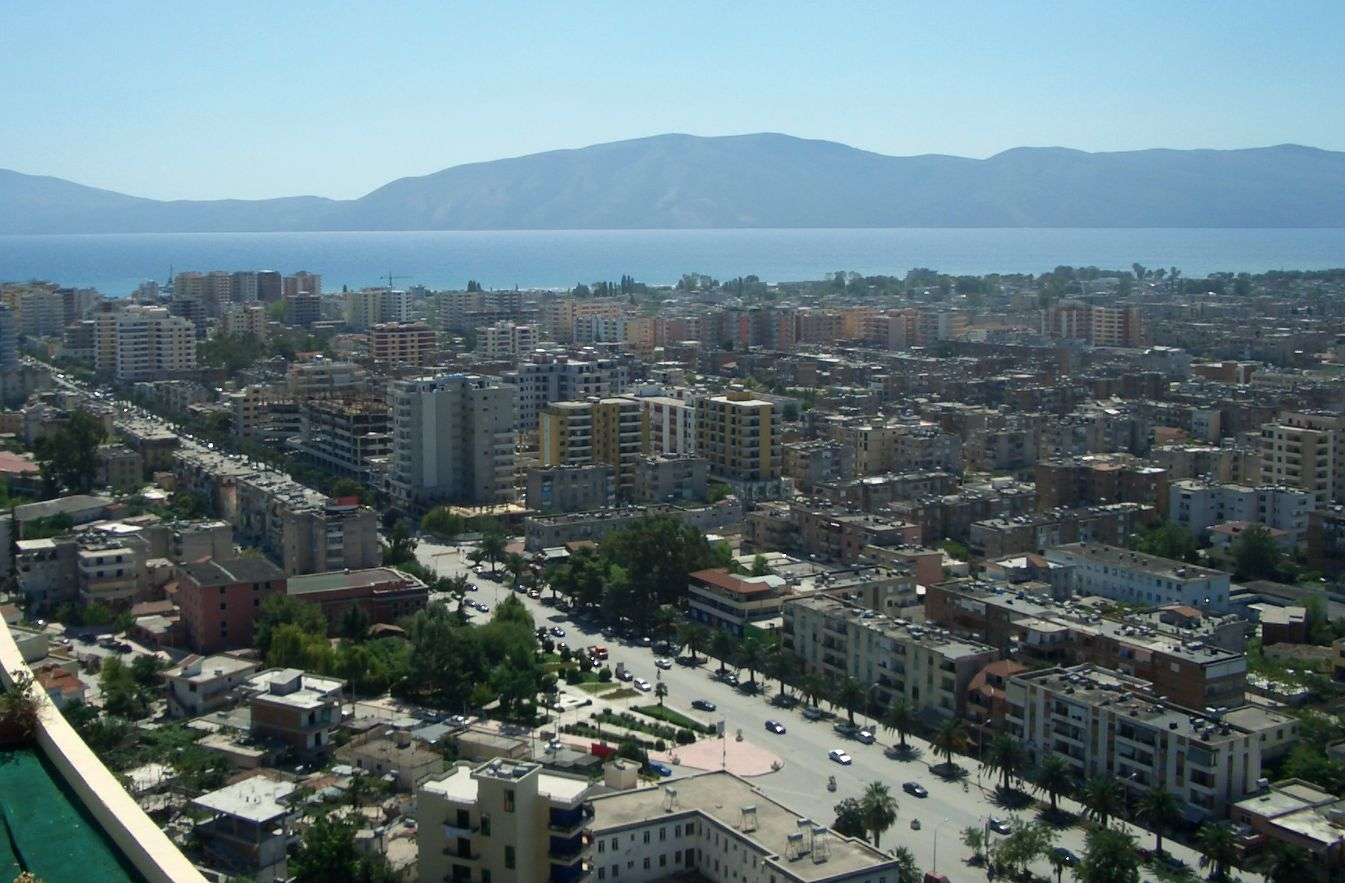
Stadt Vlora, Bucht von Vlora und Karaburun-Halbinsel

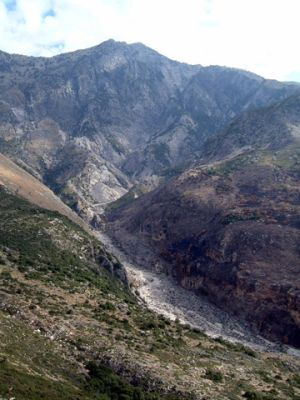
Maja e Çikës

Das Gebiet des Kreises Vlora liegt im Südwesten des Landes, der nördliche Teil an der Küste der Adria, der südliche Teil – bekannt als Albanische Riviera – an der Küste des Ionischen Meers. Die nördliche Adriaküste ist sehr flaches Schwemmlandgebiet des Flusses Vjosa, die die Grenze zum Kreis Fier und den Übergang zur großen mittelalbanischen Myzeqe-Ebene bildete. Südlich der Vjosa liegt die große Lagune von Narta (4180 Hektar), die zur Hälfte zur Salzgewinnung genutzt wird. Auf der Nehrung befindet sich das Dorf Zvërnec mit seiner mittelalterlichen Kirche auf einer Insel in der Lagune.
Südlich an die Lagune schließt sich die Bucht von Vlora an. Abgesehen vom Nordende ist die Bucht von Hügeln und Bergen umgeben – auf einem liegt die Burg Kanina. In der Öffnung zum Meer liegt die Insel Sazan. Südlich davon liegt die rund 15 Kilometer lange Halbinsel Karaburun, deren westliche Spitze, das Kepi i Gjuhëzës, das östliche Ende der Straße von Otranto und somit den Übergang von Adria zu Ionischem Meer markiert. Das italienische Festland ist hier rund 70 Kilometer entfernt.
Die Steilküste des Ionischen Meers ist nur über den Llogara-Pass (1050 m ü. A.) zu erreichen. Sowohl die Karaburun-Halbinsel als auch die Riviera sind trockene, sehr wasserarme Gebiete. Nördlich von Himara, dem Hauptort der Riviera, sind deutliche Erosionsschäden zu erkennen. Die Albanische Riviera umfasst diverse Dörfer an der Küste, darunter Palasa, Dhërmi, Vuno, Pilur und Qeparo, die mehrheitlich einige hundert Meter über dem Strand liegen. Das Ceraunische Gebirge an der Ionischen Küste erhebt sich steil aus dem Wasser und erreichen in den Çika-Bergen eine Höhe von 2045 m ü. A. (Maja e Çikës – höchster Punkt des Kreises). Ein kleines Waldgebiet um den Llogara-Pass ist als Nationalpark Llogara geschützt: Rund um den Pass stehen zahlreiche, vom Wind geformte Pinien.
Hinter dem Ceraunischen Gebirge liegt das lange Tal der Shushica, die am Südostende des Kreises in der Region Kurvelesh bei Kuç entspringt und an der Nordgrenze in die Vjosa mündet. Im Süden ist die Shushica zu beiden Seiten von hohen Bergen umgeben. Am Mittellauf laufen diese in Hügelland aus, das das ganze Hinterland von Vlora bestimmt. Nur entlang der Vjosa und rund um Selenica liegt flaches Land. Bei Selenica wird seit Jahrtausenden Bitumen abgebaut. Die Hügel rund um Vlora wurden mit vielen Oliven- und Zitrusbäumen bepflanzt.
Der Flusslauf von Vjosa und Shushica ist als Nationalpark Vjosa geschützt.

## Bevölkerung
Die Bevölkerung lebt mehrheitlich in Vlora, einer der größten Städte des Landes. Die übrigen Gebiete sind noch stark ländlich geprägt. Nicht ganz zehn Prozent der Bevölkerung gehören zu Minderheiten. Im Gebiet von Himara leben viele Griechen – wie groß ihr Anteil ist, ist aber umstritten und wird immer wieder zum Politikum. Daneben gibt es Walachen (Aromunen) und Roma. Rund 40 Prozent der Bevölkerung sind je orthodox und muslimisch. Rund 15 Prozent zählen sich zu den Bektaschi.

## Wirtschaft

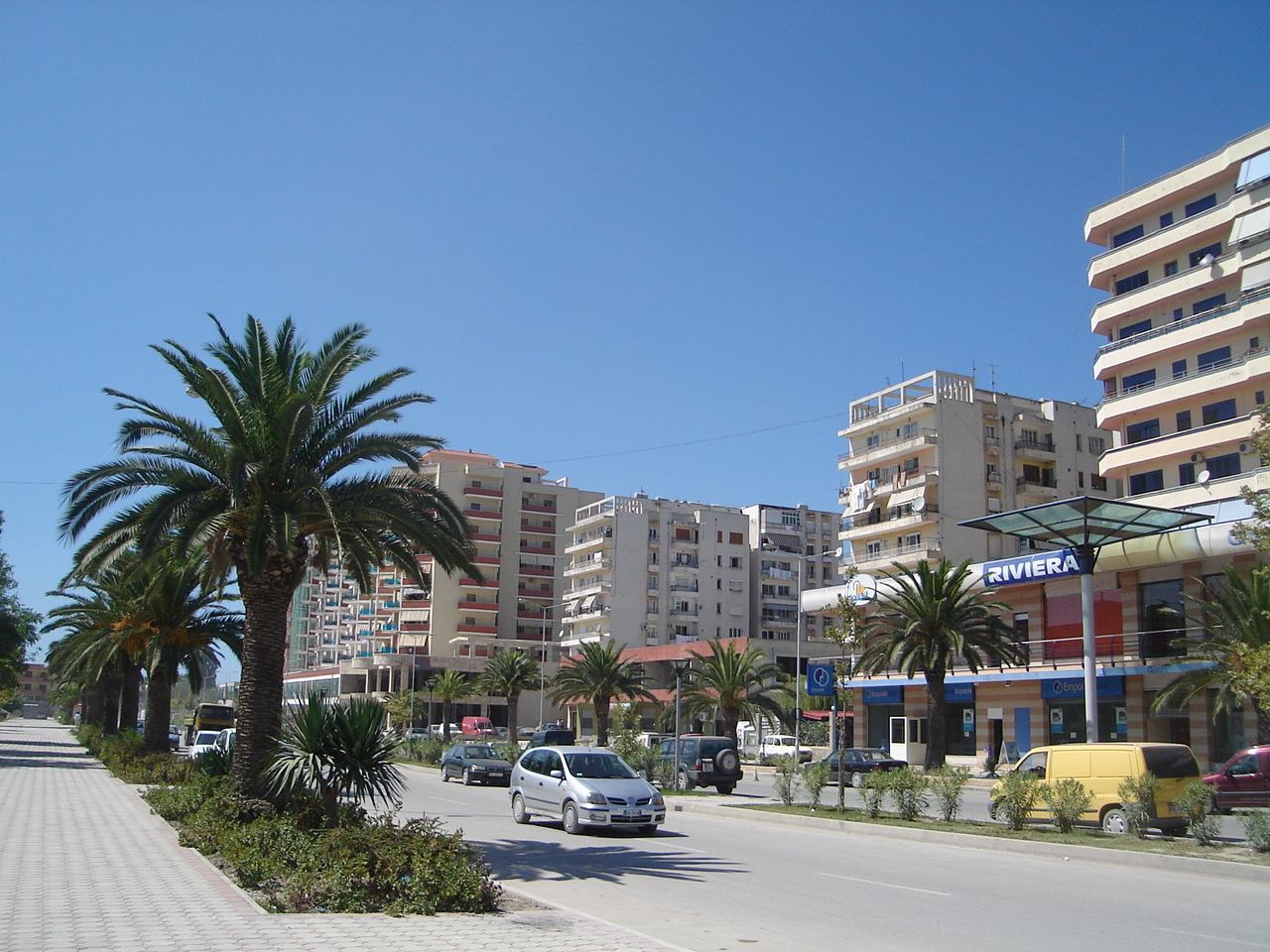
Neue Wohnhäuser, Hotels, Gaststätten und Geschäfte prägen das Bild der Stadt Vlora

Die Wirtschaft von Vlora ist im Vergleich zu vielen anderen Kreisen des Landes recht vielfältig. Vlora ist ein Dienstleistungs- und Handelszentrum, das zudem über einen kleinen Hafen verfügt und im Sommer zahlreiche Badeurlauber anzieht. Der Tourismus hat dazu geführt, dass entlang der Küste der Bucht von Vlora südlich der Stadt zahlreiche Hotels und Appartementhäuser erbaut wurden.
Wie Vlora erleben auch Himara und einige andere Dörfer an der Albanischen Riviera einen Tourismus-Boom. Die abgelegene Region hatte zuvor besonders unter Abwanderung gelitten.
Während der 1990er Jahre lebte Vlora insbesondere von der Nähe zu Italien: Über die Adria wurden Nacht für Nacht Flüchtlinge und Drogen nach Westeuropa geschmuggelt. Die Schnellboote wurden von der Polizei zerstört, und die Albaner werden von ausländischen Behörden bei der Bekämpfung des Organisierten Verbrechens unterstützt. Die italienische Guardia di Finanza operiert von Vlora und Sazan aus, um illegale Aktivitäten möglichst früh erkennen zu können. Es wird vermutet, dass viele neue Immobilien, die in Vlora erstellt wurden, zu einem guten Teil durch illegale Tätigkeiten finanziert wurden.
Das Hinterland ist mehrheitlich noch von der Landwirtschaft bestimmt und nur schlecht erschlossen. In Selenica wird noch immer Bitumen gefördert und zur Asphalt-Produktion auch außerhalb Albaniens verwendet. Bei Narta wird Salz gewonnen. In Vlora gibt es auch Ansätze einer Fischindustrie, während Fisch an anderen Orten nur lokal verkauft wird. Das Militär unterhält noch immer Stützpunkte bei Vlora, Orikum und Himara. In der Marinebasis Pashaliman bei Orikum gibt es auch eine Werft, die neue Boote für die Marine erstellt.
Im Industriegebiet westlich von Vlora wurden ein Gas-Terminal und ein Heizkraftwerk erbaut.

## Verkehr

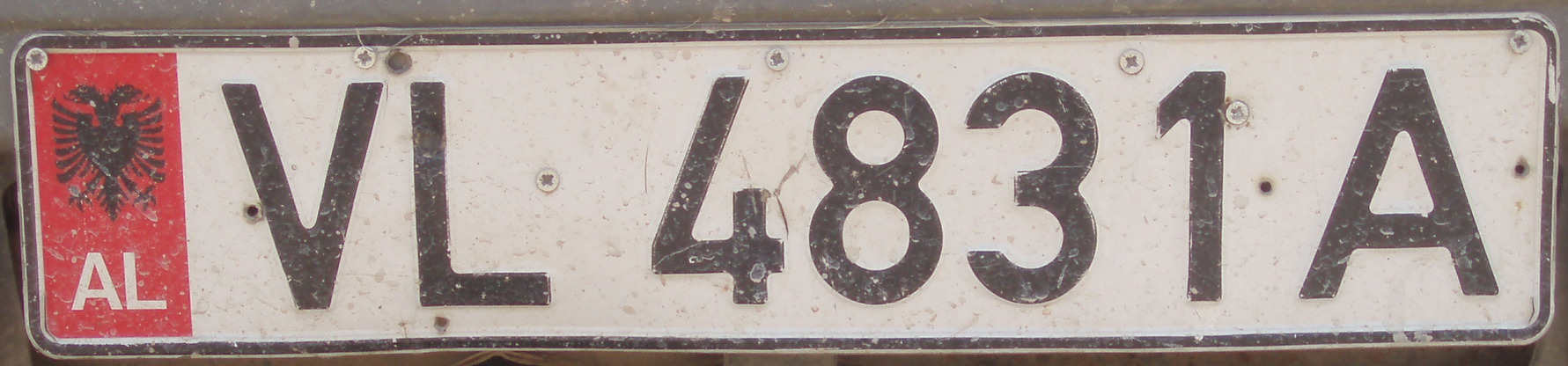
Autokennzeichen aus Vlora

Im Norden sorgt die Autobahn A2 bis Levan für eine gute Erschließung. Nach dem Abschluss der Umfahrung von Fier wird Vlora mit Tirana durchgehend über ausgebaute, mehrspurige Straßen verbunden sein. Die Straße SH8 nach Himara und weiter nach Saranda über den Llogara-Pass wurde in den letzten Jahren schrittweise ausgebessert, ist aber nach wie vor schmal und kurvenreich. Es gibt Projekte, um die Innenstadt vom Durchgangsverkehr zu entlasten. Der Rest des Kreises ist nur durch kleine, teilweise unasphaltierte Straßen erschlossen.
Der Hafen hat aktuell keine große Bedeutung. Fähren verkehren lediglich nach Brindisi und der Güterumschlag ist beschränkt.
Eine Strecke der albanischen Eisenbahn endet in Vlora – der Verkehr ist aktuell aber eingestellt. Die Ferrovia Decauville a Valona, eine der ältesten Eisenbahnstrecken des Landes, verband seit den 1920er Jahren das Bitumen-Werk in Selenica mit dem Hafen von Vlora. Die 30 Kilometer lange Schmalspurstrecke ist heute zerstört.

## Gemeinden
Das Gebiet des Kreises ist seit 2015 in die Gemeinden (bashkia) Vlora, Selenica und Himara aufgeteilt. Letztere umfasst auch weitere Gemeinden im Süden der Albanischen Riviera, die früher zum Kreis Saranda gehörten.
| Name          | Einwohner | Gemeindeart | Gehört heute zur Bashkia |
| ------------- | --------- | ----------- | ------------------------ |
| Vlora         | 79.513    | Bashkia     | Vlora                    |
| Himara        | 2.822     | Bashkia     | Himara                   |
| Orikum        | 5.503     | Bashkia     | Vlora                    |
| Selenica      | 2.235     | Bashkia     | Selenica                 |
| Armen         | 2.965     | Komuna      | Selenica                 |
| Brataj        | 2.849     | Komuna      | Selenica                 |
| Horë-Vranisht | 2.080     | Komuna      | Himara                   |
| Kota          | 3.516     | Komuna      | Selenica                 |
| Novosela      | 8.209     | Komuna      | Vlora                    |
| Qendër        | 7.621     | Komuna      | Vlora                    |
| Sevaster      | 1.720     | Komuna      | Selenica                 |
| Shushica      | 3.981     | Komuna      | Vlora                    |
| Vllahina      | 3.111     | Komuna      | Selenica                 |